# باشگاه فوتسال آذرخش بندرعباس
باشگاه آذرخش بندرعباس یک باشگاه ورزشی ایرانی در شهر بندرعباس مرکز استان هرمزگان است که بیشتر در زمینه فوتسال فعالیت می‌کند.
تیم فوتسال آذرخش از سال ۱۳۹۴ در لیگ برتر فوتسال باشگاه‌های ایران حضور داشت اما حمایت نکردن مسئولان باعث شد به لیگ یک سقوط کند..
در سال ۱۳۹۵ به دنبال مشکلات مالی زیادی که این باشگاه داشت، زمزمه‌هایی مبنی بر واگذاری امتیاز این تیم منتشر شد که حسین احمدی سرخونی مدیرعامل باشگاه آن را تکذیب کرد.
مدتی بعد جلسه‌ای با حضور عباس امینی‌زاده رئیس هیئت فوتبال هرمزگان برگزار شد و باهدف پایان دادن به مشکلات این تیم، هیئت‌مدیره این باشگاه تغییر کرد و هومن رفیعی بندری عضو چهارمین دوره شورای شهر بندرعباس به عنوان مدیرعامل جدید باشگاه آذرخش بندرعباس انتخاب شد.
حسین احمدی سرخونی مدیرعامل سابق این باشگاه به عنوان رئیس هیئت‌مدیره و مهران نجاتی، علی خواجه‌فینی، مهدی باقری، ناصر حیدری‌پوری و محسنی تختی هم به عنوان اعضای هیئت‌مدیره انتخاب شدند.

## مربیان
| نام          | سال |      |      |      |
| عباس روزپیکر | ۱۳۹۴–۹۵ |      |      |      |
| عباس روزپیکر | ۱۳۹۵–۹۶ |      |      |      |
| عباس روزپیکر | ۱۳۹۶–۹۷ بازیکنان سال 90 الی94 علی اکبری حسن مقدم تیمور مرادی شهاب جوزاک علی اکبریان عباس سرخابی همایون شجاعی علی مسلمی حسین نیرومند رضا شیرودی \| فصل \| لیگ \| رتبه \| رتبه \| رتبه \| \| ------- \| --------------- \| ----- \| ----- \| ----- \| \| ۱۳۹۴–۹۵ \| لیگ برتر فوتسال \| ۷[۵] \| ۷[۵] \| ۷[۵] \| \| ۱۳۹۵–۹۶ \| لیگ برتر فوتسال \| ۱۲[۶] \| ۱۲[۶] \| ۱۲[۶] \| وبگاه باشگاه آذرخش بندرعباس 1. 2. 3. 4. 5. 6. |      |      |      |
| فصل          | لیگ | رتبه | رتبه | رتبه |
| ۱۳۹۴–۹۵      | لیگ برتر فوتسال | ۷    | ۷    | ۷    |
| ۱۳۹۵–۹۶      | لیگ برتر فوتسال | ۱۲   | ۱۲   | ۱۲   |